# 38-й танковий корпус (Третій Рейх)
XXXVIII-й (38-й) та́нковий ко́рпус (нім. XXXVIII. Panzerkorps) — танковий корпус Вермахту за часів Другої світової війни.

## Історія
XXXVIII-й танковий корпус був сформований 31 грудня 1944 на основі 38-го армійського корпусу.

## Райони бойових дій
- Курляндський котел (грудень 1944 — травень 1945).

## Командування

### Командири
- генерал артилерії Курт Герцог (нім. Kurt Herzog) (31 грудня 1944 — 8 травня 1945).

## Бойовий склад 38-го танкового корпусу
Формування управління, забезпечення та підтримки
- 30-те артилерійське командування (Arko 30),
- 438-й корпусний батальйон зв'язку (Korps-Nachrichten-Abteilung 438);
- 438-ме управління корпусного постачання (Korps-Nachschubtruppen 438).

- 122-га піхотна дивізія (122. Infanterie-Division);
- 329-та піхотна дивізія (329. Infanterie-Division).